# Abucharda
Abucharda é uma aldeia pertencente à freguesia de Alcabideche, em Cascais. No secular pertencia à Comarca de Torres Vedras, e no eclesiástico ao Patriarcado de Lisboa, situando-se na Província da Estremadura. Tinha, em 1747, sete fogos.